# 羽柴誠三秀吉
羽柴 誠三 秀吉（はしば せいぞう ひでよし　1949年〈昭和24年〉10月11日 - 2015年〈平成27年〉4月11日）は、日本の実業家、政治活動家である。
本名は三上 誠三（みかみ せいぞう）。別名は羽柴 秀吉。
羽柴企業グループ社主として羽柴観光小田川温泉株式会社（旅館「秀吉のやかた」）や東北興産建設株式会社などを経営していた。また、公認候補者として所属した自由連合では幹事を務めた。

## 来歴

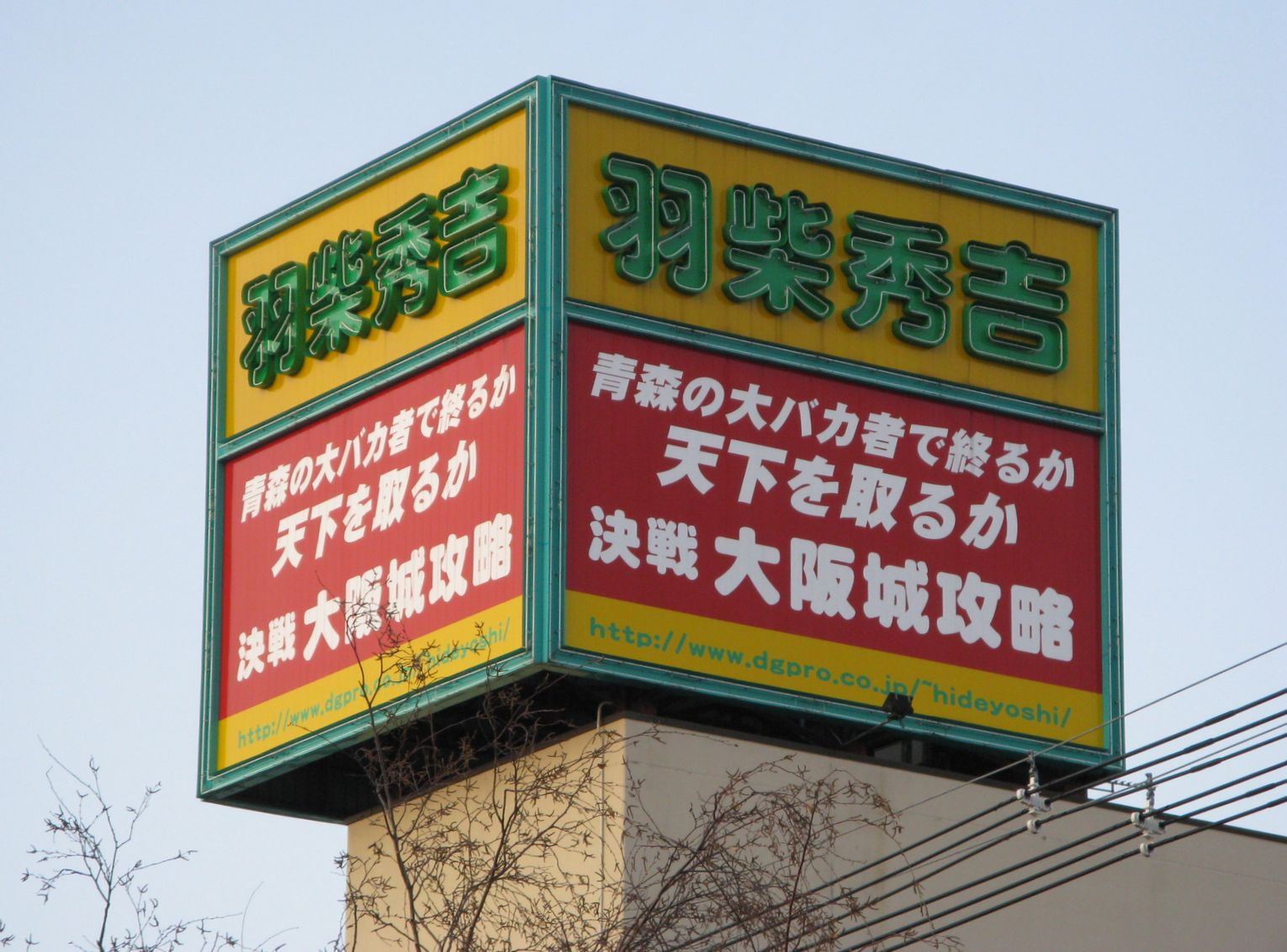
五所川原市役所向かいのビル（2008年4月）

青森県五所川原市（旧北津軽郡金木町）出身。若き日に近所の住職より「お前は戦国武将豊臣秀吉の生まれ変わり」と言われて以来、この名前を名乗ったという。中学卒業後に出稼ぎで貯めた金をはたいて、1970年に1台のダンプを購入して運送会社を創業し、27歳にして青森県の高額納税者番付に載った。その後、日本各地の選挙に出馬する。
2009年4月4日、私有地に3,500万円を投じて対北朝鮮用のミサイル基地を建設していることが報道された。ミサイルは全部で14基設置されたが、中身の無いハリボテだった。
2011年4月の夕張市長選挙を最後に病気療養のため立候補を行わなくなる。
2015年4月11日午後5時40分、肝硬変のため五所川原市内の病院で死去。65歳没。

## 人物
- 「女性を口説く情熱の半分を仕事に傾けよ」など独自の経営哲学のもとに中卒から一代で羽柴グループを築き上げた。
- 自宅は大阪城の形であり、日本の国会議事堂を模した建物もある。金箔を食べるなどの成金的パフォーマンスはしばしば雑誌で取り上げられていた。
- 五所川原市役所向かいのビルには、「大阪城攻略」というネオン看板を掲げていた（現在は撤去）。
- イオンド大学名誉教授でもあった。
- タレント・俳優活動をしていた三上大和（『天才・たけしの元気が出るテレビ!!』のコーナー「平成口ゲンカ王決定戦」などに出演）は次男である。

## 選挙立候補
政治にも興味をもっており、以下のように数々の選挙に立候補していたが、一度も当選することはなかった。
1976年地元金木町長選挙に出馬するものの落選（この時は本名の「三上誠三」で立候補）、公職選挙法に基づく選挙違反により逮捕。その後1999年東京都知事選挙を皮切りに、長野県知事選挙・大阪府知事選挙（実際に出馬したのは2000年大阪府知事選挙のみ）・参議院選挙・衆議院選挙・大阪市長選挙など多数の選挙に立候補。
選挙のキャッチコピーは、2002年の長野県知事選挙からは「輝く（地名）新時代」を使用していた。（例：2007年4月22日に投開票された夕張市長選挙のキャッチコピーは、「輝く夕張新時代」であった。）これは、青森県がかつて使用していた「輝く青森新時代」というキャッチコピーを借用したものと思われる。
金木町長選挙では本名の「三上誠三」を、東京都知事選では「羽柴誠三秀吉」をそれぞれ名乗っていたが、大阪府知事選挙・市長選挙では「羽柴秀吉」として立候補した。長野県知事選挙ではヘリコプターからの演説、大阪府知事選挙では金箔を使用した武士の鎧兜姿のポスターなど、派手な選挙活動でも注目された。また、長野県知事選挙では、田中康夫知事の「脱ダム宣言」を非難し、ダム建設推進を積極的に唱えた唯一の候補であったことも注目された。なお、本人の弁によればあくまでも目標は大阪であり、国政選挙や東京・長野は「羽柴秀吉」を通称として認めさせるための出馬だったとのこと。
以降では、不出馬に終わったものも含めて記述する。

### 2005年五所川原市長選挙
2005年3月28日に旧五所川原市、金木町、市浦村の合併によって新たに誕生した、五所川原市の市長選挙に本名で立候補。成田守・旧五所川原市長との一騎討ちとなった。独自候補擁立を見送った民主党県連の一部、今博県議・横山北斗（衆院選候補者、のち当選）らからの支援も受けたが及ばなかった。供託金没収は免れた。
この選挙立候補時、中学卒、イオンド大学日本校名誉経営学博士と届け出ていた。

### 2005年衆議院総選挙
2005年9月11日の衆議院総選挙では、小泉純一郎首相の選挙区である、神奈川11区から立候補するが落選。「小泉さんを支持する国民に失望した。もう国政選挙には出馬しない」と落胆した（ただし、その後2007年7月の参議院選挙に北海道選挙区から出馬した）。

### 2005年大阪市長選挙
2005年、關淳一市長辞職に伴う大阪市長選挙に出馬の意向を示すが、結局は出馬を見送った。

### 2006年五所川原市長選挙
2005年3月の市長選挙で当選した成田守・新五所川原市長が同年10月、脳梗塞のため入院。雨森康夫・市長職務代理者を置いてしばらく市長職にとどまっていたものの、病状思わしくなく手術が必要となり2006年5月27日に辞職（2013年1月死去）。1年2ヶ月ほどで市長選挙が行われることになり、再び本名で立候補した。しかし自民党・公明党の推薦と大半の市議の支持を受けた平山誠敏・前自民県議が成田守市長後継を掲げて既に出馬表明、また2005年の市長選で独自候補擁立を見送り三上を推した民主党県連の一部勢力は前田清勝・前市議を支持し一騎討ちという情勢になっていたところに遅れて出馬を表明したため独自の戦いとなり、得票を大きく減らし惨敗。供託金没収となった。

### 2007年宮崎県知事選挙
2006年、自身のウェブサイトにて、宮崎県知事選挙に出馬する可能性があることを明かした。そこには、「輝く宮崎新時代を切り開く よみがえる羽柴秀吉」、「宮崎県民の希望と幸せを願い、羽柴新党党首羽柴秀吉いざ出陣!!」と書かれている。しかし、大阪市長選挙に続き出馬は見送った。

### 2007年夕張市長選挙
2007年、自身のウェブサイトにて、東京都知事選挙への出馬を否定。夕張市長選挙に出馬した。この選挙では住民票を夕張市本町に移し事務所を構え、公約には大企業を5社誘致、閉鎖される市営温泉施設の私財を投じての再開（だが、当選した場合は公務員となり、私財の投入は認められていない）などを掲げ、自主投票となった一部の商工連盟や地元有力者の支援を受け、事前の世論調査でも高い支持率を示し、マスコミにも当選の可能性がある有力候補として扱われた。連合夕張などが推薦し、投票日直前に公明党が事実上の支持を決定した無所属の新人藤倉肇に敗れたとはいえ、得票差342票で次点まで迫り、これまでの選挙で最も善戦した（この際藤倉が獲得した票のうち1000票は公明票とされ、藤倉の選対幹部はこの票が無ければ負けていたと語っている）。また、2005年に行われた五所川原市長選に続き供託金没収を免れた。
選挙後、自らが経営する企業が夕張に進出し、行政サービスの受託事業などを展開している。また、同年12月にはかつて夕張市の中心産業であった石炭の採掘を復活させ、露天掘りを行ってその収益全額を市に寄付する構想を発表。夕張市本町の事務所に「夕張再建炭鉱建設株式会社」を設立。年明けに夕張市や北海道に採掘許可を申請すると表明するものの、当人死去の2015年まで存続していたが、一度も採掘することなく廃業した。

### 2007年参議院選挙
同年、第21回参議院議員通常選挙北海道選挙区に「羽柴秀吉」名で立候補した。代表的なキャッチフレーズは「輝く日本新時代」「一票一揆」。選挙報道では泡沫候補と有力候補の境界線上の扱いを受け、5位で落選。供託金没収となった。しかし10万票を超える票を得て、社民党公認候補を上回ったことは健闘と言え、開票翌日の北海道新聞には敗戦の弁が写真付きで第二社会面に掲載された。また、夕張市では自民党の伊達忠一を上回り、民主党の小川勝也に次ぐ2位の得票数を記録した。事前の世論調査では、農村部の高齢者に一定の支持層を形成していた。

### 2008年大阪府知事選挙
同年12月には、2008年1月27日投票の大阪府知事選に無所属で立候補するとの意向が報道された。「いつでも最終目標は大阪城奪還（大阪府知事就任）と言ってきた。まさに出陣の時。大阪から日本を救っていきたい」と語った。
しかし2008年1月上旬、大阪府知事選への出馬を断念。北海道・夕張市にできた後援会「秀吉会」からの要請に応えたものと報じられた。

### 2009年衆議院総選挙
2008年9月19日、北海道新聞の取材に対し、第45回衆議院議員総選挙に北海道第10区から出馬すると表明した。夕張市を本拠地に地域格差の是正を訴え、新党大地との連携・選挙協力を図っていると述べた。しかし、2009年1月14日、出馬断念。次の夕張市長選に専念するためとしている。

### 2009年田子町長選挙
2009年5月24日、田子町内で記者会見を行い、同年6月21日に行われる田子町長選挙の出馬表明をした。同年6月21日午後9時50分、一騎討ち投票の結果3,339票対815票と大敗。即座に陣をたたみ、翌日には跡形も無く撤退した。
なお産経新聞の取材によると、羽柴は不動産の時価総額を含め総資産300億円を保有していて、供託金の没収で300万円を失うことは大したことがないのだという。

### 2011年夕張市長選挙
2010年9月18日、夕張市長選挙への出馬を表明。
事前調査では優勢と伝えられ、最有力候補と報じるニュースもあった。しかし2011年4月24日、得票第3位で落選。当選は現北海道知事の鈴木直道。ただし供託金は返還された。「バカな市民にはかまっていられない」と4年後の市長選出馬を否定し、夕張市から撤退した。なお夕張市本町の事務所は当人が死去するまで存続しており、関係者が出入りしていた。

### 2011年大阪府知事選挙
2011年10月13日、無所属で大阪府知事選挙に立候補する意向を表明したが、肺癌手術を理由に告示前の11月5日に出馬を断念。
後にこの選挙を取材したドキュメンタリー映画『立候補』にてインタビューを受けている。

## 旅館「秀吉のやかた」
青森県五所川原市（旧北津軽郡金木町）にある国会議事堂の形をした旅館である。小田川温泉として営業しているほか、選挙に出馬する際には「青森事務所」にもなる。
外見は、以前は平等院鳳凰堂を模した意匠だったが失火により2000年3月に全焼し、改築にあたり国会議事堂を模した意匠となるも2010年4月26日に再び全焼した。
かつて、息子の三上大和がこの温泉のCMに出演していた（青森放送で日曜日20時前（『天才・たけしの元気が出るテレビ!!』の前にあたる）に放送されていたミニ番組で放送されていた）。
なお、2011年8月21日には三上誠三が社長を務める「東北興産建設」の炭選別作業所が出火し、作業所の木造平屋建て約200平方メートルを全焼した。この作業所は、以前に全焼した小田川温泉ホテルの近くにあった。
黒石市で経営していたラブホテル（ホテルニュー黒石城）も閉鎖後不審火により全焼している。

## 過去の選挙結果
国政選挙
| 年            | 選挙                     | 選挙区       | 立候補名義   | 政党       | 得票    | 得票率 | 惜敗率 | 順位  | 供託金 | 肩書                           |
| ------------- | ------------------------ | ------------ | ------------ | ---------- | ------- | ------ | ------ | ----- | ------ | ------------------------------ |
| 2000年6月25日 | 第42回衆議院議員総選挙   | 大阪1区      | 羽柴誠三秀吉 | 無所属の会 | 6,347   | 3.66%  | 7.29%  | 4/4   | 没収   |                                |
| 2001年7月29日 | 第19回参議院議員通常選挙 | 参議院比例区 | 羽柴誠三秀吉 | 自由連合   | 9,382   | -      | -      | 12/47 | -      | 会社役員                       |
| 2005年9月11日 | 第44回衆議院議員総選挙   | 神奈川11区   | 羽柴秀吉     | 無所属     | 2,874   | 1.07%  | 1.46%  | 5/5   | 没収   | ホテル経営                     |
| 2007年7月29日 | 第21回参議院議員通常選挙 | 北海道選挙区 | 羽柴秀吉     | 無所属     | 103,282 | 3.65%  | 13.64% | 5/8   | 没収   | 羽柴観光小田川温泉株式会社役員 |

都道府県知事選挙
| 年            | 選挙           | 立候補名義   | 政党   | 得票   | 得票率 | 惜敗率 | 順位  | 供託金 | 肩書         |
| ------------- | -------------- | ------------ | ------ | ------ | ------ | ------ | ----- | ------ | ------------ |
| 1999年4月11日 | 東京都知事選挙 | 羽柴誠三秀吉 | 無所属 | 2,894  | 0.05%  | 0.17%  | 10/19 | 没収   | 会社役員     |
| 2000年2月6日  | 大阪府知事選挙 | 羽柴誠三秀吉 | 無所属 | 26,781 | 0.89%  | 1.94%  | 4/4   | 没収   | ホテル経営者 |
| 2002年9月1日  | 長野県知事選挙 | 羽柴誠三秀吉 | 無所属 | 9,061  | 0.71%  | 1.10%  | 5/6   | 没収   |              |

区市町村長選挙
| 年            | 選挙             | 立候補名義 | 政党   | 得票  | 得票率 | 惜敗率 | 順位 | 供託金 | 肩書 |
| ------------- | ---------------- | ---------- | ------ | ----- | ------ | ------ | ---- | ------ | ---- |
| 1976年        | 金木町長選挙     | 三上誠三   | 無所属 | 649   | -      | -      | 3/4  | 没収   |      |
| 1990年        | 金木町長選挙     | 三上誠三   | 無所属 | 597   | -      | -      | 3/3  | 没収   |      |
| 2005年4月24日 | 五所川原市長選挙 | 三上誠三   | 無所属 | 5,718 | 18.65% | 22.93% | 2/2  | 返還   |      |
| 2006年7月9日  | 五所川原市長選挙 | 三上誠三   | 無所属 | 1,415 | 4.01%  | 6.68%  | 3/3  | 没収   |      |
| 2007年4月22日 | 夕張市長選挙     | 羽柴秀吉   | 無所属 | 2,988 | 33.44% | 89.73% | 2/7  | 返還   |      |
| 2009年6月21日 | 田子町長選挙     | 羽柴秀吉   | 無所属 | 815   | 19.62% | 24.41% | 2/2  | 返還   |      |
| 2011年4月24日 | 夕張市長選挙     | 羽柴秀吉   | 無所属 | 1,440 | 18.22% | 40.35% | 3/4  | 返還   |      |

## 著作
書籍
- 『天下の経営戦略』 （アイシーメディックス、2003年） ISBN 4434034200

音楽CD
- 夕張の人 （Webkoo、2008年）